# Polystichum pycnopterum
Polystichum pycnopterum är en träjonväxtart som först beskrevs av Christ, och fick sitt nu gällande namn av Ren-Chang Ching, W. M. Chu och Z. R. He. Polystichum pycnopterum ingår i släktet Polystichum och familjen Dryopteridaceae. Inga underarter finns listade.